# Јован Дошеновић
Јован Атанасијев Дошеновић (Почитељ, 20. октобар 1781 — Будим, 1813) био је српски филозоф, песник и преводилац, један од првих српских књижевних естетичара.

## Биографија
Син је протојереја Атанасија Дошеновића. Рођен је у Почитељу у Лици или Великој Писаници. Главно му је школовање било у Падови, где је на универзитету постао доктор философије и слободних уметности. По повратку у Лику провео је мало у очевом дому, а потом је био у Трсту књиговођа у великој радњи Доситијева пријатеља Драге Теодоровића. Ту је остао до 1809, када је пошао у Пешту ради штампања својих списа. „Препоручуј, брате — рече му на растанку Драга — нека пишу и нека дјелају дондеже свијет пред очима јест...“ „И док имамо пара!“ весело прихвати Дошеновић. У Пешти је наштампао зборник песама. Численицу или Науку рачуна, I део, и спремао се да још више изда на свет. Ту се тешко поболео, али је био прездравио. Ту му се, нажалост, и траг губи, али се зна да је 1811. још био жив, Али се 1815. већ помиње међу преминулим српским књижевницима. Осим италијанског језика, на коме се образовао, знао је француски и немачки. Упознавши се, доцније, и с његовим радом, Јернеј Копитар је скромне почетке Дошеновића стављао у ред најбољих производа тадашње српске књижевности, а у књижевним разговорима, преко писама, с пријатељима похвално помиње његово име.

## Књижевни рад и критички осврт
Певање се Јована Дошеновића може различите делити: по изворности, по предмету певања и по облику. У првом случају он је више преводио a мање певао самостално. Његов литерарно-историјски значај и јесте у томе што се он јавља као први који је био упознат и с туђом уметничком поезијом, те је први и започео препевање с туђих језика. Тек су се на тај начин ондашњи српски читаоци могли познати с разноврсним песничким облицима, видевши да осем пригоднога певања, какво је дотле било претежно у обновљеној књижевности српској, има још и друкчијега уметничкога певања, и да је оно управо и главно. Изворе својих препева казује Дошеновић уопште у предговору, где помиње Италијане Виторелија и Кастија и Руса Ломоносова. Није њему сујета диктовала да не каже извор свакој песми нарочито. Он није на то нимало ни полагао. Главно је у њега била мисао: да ли различитих песама може бити и на српском језику? Он је у ту могућност тврдо веровао, па је оглед и наштампао да би то и други видели. Препевајући своје узоре, Дошеновић није имао намере да њих прикаже српској публици. Он је у њима управо тражио само ослонац, бирајући оно што је мислио да је по облику или садржини важно за српску поетску књижевност. По предмету певања песме су Дошеновићеве љубавне или певају о лепоти природиној или су пригодне, а по облику су: анакреонтике, сонети и оде. У сваком се стиху Дошеновићеву види како песнику везује руке и крати слободу кретања језик којим је певао. Он је желео да пева народним језиком; он је, уопште узевши, тако и певао; али је ипак до потпуне чистине требало још врло много. Толико му исто стајаше на сметњи и несређени правопис. Његов језик није чист, али се он старао да га свуда буде.
Почетак одређеније лирике у новијој књижевности српској везан је за поетски рад Дошеновића. Он је у њој први изишао с новим облицима анакреонтике, сонета па и слободније оде; он је први почео преводити угледне туђе песнике; први је показао већу слободу и окретност у поетским изразима. Све је то учинио поменутом знаменитом збирком, у којој је предговор у српској књижевности први, ширих размера, говор из књижевне естетике. Према томе је Дошеновић и један од првих српских књижевних естетичара.
Дошеновић се отима од дотадашњега начина певања; он зна да треба друкчије; видео је то у других народа, нарочито у Италијана; он хоће да и српска песма буде одиста песма — и он се упушта у борбу са свим што је уметничку поезију дотле кочило: с обликом, језиком и правописом, стичући донекле успеха.